# WE ARE.
「WE ARE.」（ウイ・アー）は、2006年5月24日に Sony Recordsからリリースされた松田聖子（PawPaw名義）の67枚目のシングル。

## 解説
PawPaw名義の企画シングルとしてリリース。アニメ専門チャンネル「アニマックス」で放送された日韓共同制作アニメ『タマ&フレンズ 探せ!魔法のプニプニストーン』のテーマ。
作詞・作曲の上原純は娘・神田沙也加のペンネームである。

## 収録曲
1. WE ARE.（3:30）
  - 作詞・作曲:上原純／編曲:UpaUpa
2. 君との未来図（4:23）
  - 作詞:Seiko Matsuda／作曲・編曲:小倉良
3. WE ARE.（Backing Track）（3:30）
4. 君との未来図（Backing Track）（4:23）

## 関連作品
- WE ARE.
  - SEIKO STORY〜90s-00s HITS COLLECTION〜
- 君との未来図
  - ガールズ・イン・テーマソングス Red (コンピレーションアルバム)